# Úkladná vražda (film, 2006)
Úkladná vražda (orig. Mini's First Time) je americký komediálně-dramatický film z roku 2006 v hlavních rolích s Alecem Baldwinem a Nikki Reed.

## Děj
Mini Drogues je chytrá ale znuděná studentka posledního ročníku střední školy, která si cení svých unikátních zážitků ("poprvé"). Jednou se rozhodne stát se "společnicí" - její první klient má kvůli tomu ale nakonec špatné svědomí, což Mini rozčílí. Druhým klientem se ale stane její otčím Martin. Ten je nejdřív šokován, ale brzy se s nevlastní dcerou milostně zaplete. Aby mohli být spolu, začnou plánovat, jak prohlásit Miniinu matku Diane za duševně nemocnou. Jednou, když se společně vrátí domů, naleznou ji, jak se předávkovala prášky. Rozhodnou se, že nic nepodniknou. V době, která by pro policii byla jako poslední věrohodná ohledně jejich návratu domů, Diane ale stále žije, a tak se rozhodnou ji zavřít do auta v garáži, kde se měla navíc ještě otrávit výfukovými plyny.
Dianina "sebevražda" brzy přiláká pozornost vlezlého souseda a televizního producenta Mike Rudella, který potká Mini a Martina na dovolené a pak jim začne posílat anonymní dopisy, a hlavně detektiva Garsona, jemuž je divné, že Dianin neobvyklý postup při sebevraždě - nezanechala dopis na rozloučenou a navíc kombinovala dva způsoby zabití. Aby se Mini ujistila, že Mike proti nim nic nepodnikne, jednou ho navštíví a dá najevo, že je ochotná s ním mít sex. Když se to dozví Martin, rozčílí se a Mikea napadne. Martin je kvůli tomu zatčen policií a nakonec i odsouzen za Dianinu vraždu. Na konci filmu Mini navštíví Martina ve vězení a řekne mu, že anonymní dopisy, které měly být od Mikea, posílala ve skutečnosti ona.

## Obsazení
| Alec Baldwin     | Martin Tennan              |
| Nikki Reed       | Minerva "Mini" Drogues     |
| Carrie-Anne Moss | Diane Drogues-Tennanová    |
| Jeff Goldblum    | Mike Rudell                |
| Luke Wilson      | Det. Dwight Garson         |
| Svetlana Metkina | Jelena Mariskova-Flachsman |
| David Andriole   | Charles Mather             |
| Mark Deklin      | Ian Boyd                   |
| Sprague Grayden  | Kayla                      |
| Rick Fox         | Fabrizio                   |